# Port Coquitlam
Port Coquitlam est une cité (city) de la Colombie-Britannique, à environ 20 minutes à l'est de Vancouver, au confluent du fleuve Fraser et de la rivière Pitt. Elle fait partie du district régional du Grand Vancouver.

## Démographie
| 2001   | 2006   | 2011   | 2016   |
| ------ | ------ | ------ | ------ |
| 51 257 | 52 687 | 55 958 | 58 612 |

## Personnalités
- Terry Fox, athlète et militant pour la recherche anti-cancer ;
- Robert Pickton, un des plus redoutables tueurs en série canadiens.

## Transports
En raison de sa nature suburbaine, Port Coquitlam dépend fortement de ses routes pour le transport de personnes et de biens. Par exemple, deux de ses artères principales, Shaughnessy Street et Lougheed Highway, coupent la ville en demi d'est en ouest, et du nord au sud.
TransLink, le fournisseur de transportation de la région, fournit des certaines lignes de autobus dans la ville. Les lignes les plus utilisées sont le 159, qui relie la partie sud de Port Coquitlam avec la station de métro Braid, et le 160 qui relie la ville avec les stations de métro Coquitam et Port Moody, et finalement avec la ville de Vancouver. Aussi, il y a le C38, une navette qui dessert la partie nord de la ville, et qui connecte des lignes principales.
Il y a aussi une gare du West Coast Express, un train qui relie Vancouver et Mission.